# Papa Lucius al II-lea
Papa Lucius al II-lea, (n. secolul al XI-lea, Bologna, Sfântul Imperiu Roman – d. 15 februarie 1145, Roma, Statele Papale), născut Gherardo (sau Gerardo) Caccianemici dall’Orso la Bologna și a fost al 166-lea papă al Romei.

## Înainte de pontificat
Numele său era Gherardo Caccianemici dall'Orso și s-a născut la Bologna la o dată necunoscută.
A fost canonic în orașul natal de unde în 1124 a fost creat preot-cardinal cu titlul de Sfânta Cruce în Ierusalim. A fost creat cardinal de papa Honoriu al II-lea. Din 1125 până în 1126 a fost trimis papal în Germania la curtea lui Lothar al III-lea, Împărat al Sfântului Imperiu Roman, unde i-a reprezentat pe papa Honoriu al II-lea și pe papa Inocențiu al II-lea. Tratativelor sale se datorează faptul că Lothar al III-lea a decis să facă două expediții în Italia pentru protejarea papei Inocențiu al II-lea împotriva antipapei Anaclet al II-lea. Drept recunoștință papa Inocențiu al II-lea l-a numit cancelar și bibliotecar pontifical.